# Берестов, Валентин Дмитриевич
Валенти́н Дми́триевич Бе́рестов (1 апреля 1928, Мещовск, Сухиничский уезд, Калужская губерния, РСФСР, СССР — 15 апреля 1998, Москва, Россия) — советский и российский писатель и переводчик, поэт-лирик. Мемуарист, пушкинист, исследователь. Писал для взрослых и детей. Член Союза писателей СССР.

## Биография
Родился 1 апреля 1928 года в Мещовске (ныне — Калужская область). Читать научился в четыре года.
В 1942 году, во время Великой Отечественной войны, семья Берестовых оказалась в эвакуации в Ташкенте. Там ему посчастливилось через Н. Я. Мандельштам познакомится с А. А. Ахматовой. Затем состоялась встреча с К. И. Чуковским, сыгравшим большую роль в судьбе Валентина Берестова.
В 1944 году Валентин Берестов с рекомендательными письмами от А. Ахматовой приехал в Москву, окончил десятилетку в Интернате для одарённых детей в Горках Ленинских (Московская область). Затем он окончил исторический факультет МГУ и аспирантуру Института этнографии. Член СП СССР.
Первые произведения опубликовал в журнале «Смена» в 1946 году. В 1947 году, ещё в студенческие годы, Берестов впервые поехал на археологические раскопки (Новгород, Хорезм). Первые его публикации взрослых стихов в журнале «Юность» и были посвящены этой профессии и стали излюбленной темой для пародистов; пародии писали:
- Анатолий Житницкий
- Виктор Завадский
- Александр Иванов
- Владимир Лифшиц
- Алексей Пьянов
- Андрей Рафф
- Юрий Шанин.

Ушёл из жизни спустя две недели после 70-летнего юбилея, 15 апреля 1998 года в Москве. Похоронен на Хованском кладбище.
Первый поэтический сборник «Отплытие» и первая детская книжка для дошкольников «Про машину» вышли в 1957 году.
Затем вышли сборники стихов и сказок:
- «Весёлое лето»,
- «Картинки в лужах»,
- «Улыбка»
- и другие.

Валентин Дмитриевич Берестов был членом Союза писателей СССР.

## Взгляды и убеждения
Подписал письмо в защиту Ю. М. Даниэля и А. Д. Синявского (1966).

## Личная жизнь
Жена — Татьяна Александрова (1929—1983), писательница, художница, автор сказки о домовёнке Кузе.

## Фильмография
| Год  |    | Название                          | Роль          |
| ---- | -- | --------------------------------- | ------------- |
| 1981 | мф | «Как нашли друга»                 | рассказ       |
| 1981 | мф | «Мария, Мирабела»                 | перевод песен |
| 1983 | мф | «Гори, гори ясно…»                | сценарий      |
| 1984 | мф | «Доктор Айболит»                  | консультант   |
| 1984 | мф | «Дом для Кузьки»                  | сценарий      |
| 1986 | мф | «Тайна игрушек»                   | автор текста  |
| 1991 | мф | «В стране Бобберов 1. Гомункулос» | текст песен   |

## Сочинения

### Книги
- «Отплытие»: Стихи. — М.: «Советский писатель», 1957.
- «Дикий голубь»: Стихи. — М.: «Советский писатель», 1962.
- «Меч в золотых ножнах»: Проза. — М.: «Молодая гвардия», 1964.
- «Семейная фотография»: Стихи. — М.: «Советский писатель», 1973. — 136 с. портр. — 20 000 экз.
- «Три дороги»: Стихи. — М.: «Советский писатель», 2015.

### Для детей и юношества
- «Школьная лирика»: Стихи. — М.: «Детская литература», 1981.
- «Стихи о детстве и юности» / Худ. А. Денисов. — М.: Советская Россия, 1981.
- «Школьная лирика»: Стихи. — Изд. 2-е, испр. и доп. — М.: Детская литература, 1981.
- «Улыбка»: Стихи. Сказки. [Переводы] / Вступ. ст. А. Туркова. — М.: Детская литература, 1986. — (Золотая библиотека: Избранные произведения для детей и юношества).
- «Определение счастья»: Книга стихов / Ред.-сост. В Сякин. — М.: «Современник», 1987.
- «Жаворонок»: Стихи и сказки / Рис. Л. Токмакова. — М.: Детская литература, 1988.
- «По дорожке в первый класс»: Стихи / Худ. С. Остров. — М.: Малыш, 1990.
- «Первый листопад»: Стихи / Послесл. Л. Звонарёвой; Рис. Т. Александровой. — М.: Детская литература, 1987.
- «Весёлое лето» / Рис. В. Сутеева. — М.: РОСМЭН; Лига, 1996.
- «Картинки в лужах»: Стихи / Рис. Л. Токмакова. — М.: РОСМЭН, 1996.
- «Царевна лягушка»: сказка / Худож. В. Канивец. — СПб.: Мир ребёнка, 1997.
- «Любимые стихи» / Худ. Т. Галанова, Е. Запесочная, Н. Кудрявцева и др. — М.: АСТ-Пресс, 1997.
- «Пятая нога»: Эпиграммы и песенки. — М.: «Правда», 1989. — (Библиотека «Крокодила». — № 4 (1064)).
- «Избранные произведения»: В 2 т. — М.: Издательство Сабашниковых: Вагриус, 1998.
- «Здравствуй, сказка!» / Худож. Г. Макавеева. — М.: Издательский дом «Мурзилка»; Издательский дом «Прибой», 1998.

#### Для детей
- 1957 — «Как найти дорожку»
- 1958 — «Витя, Фитюлька и Ластик»
- 1958 — «Змей-хвастунишка»
- 1958 — «Честное гусеничное»
- 1960 — «Мать-и-мачеха»
- 1960 — «Речка Скнижка»
- 1961 — «Злое утро»
- 1961 — «Мастер Птица»
- 1962 — «Аист и соловей»
- 1962 — «Довели!»
- 1962 — «Мяч»
- 1964 — «Хворостина»
- 1965 — «Настоящий мужчина»

### Произведения, созданные совместно с другими авторами
- Александрова Т., Берестов В. Волшебный сад: Сказки («Волшебный сад»; «Не стой под грузом!»; «Что люди скажут?»).
- Александрова Т., Берестов В. «Катя в игрушечном городе»: повесть-сказка / Худ. Л. Токмаков. — М.: Детская литература, 1990. — 128 с.
- Александрова Т., Берестов В. «Сундучок с книжками: Катина библиотека».
- Берестов В., Панченко Н. «Необычайные приключения солнечного зайчика»: Сказка.

## Пародии
Пародию на Берестова написал Александр Иванов
«Раскопки в XXX веке»
Откопан был старинный манускрипт.
<…>
Стихи. Представьте, ничего себе!
Инициалы автора — В.Б.
Наверно, это рукопись моя.
Что ж, у шедевров жизнь уже своя...
Нет, что вы, что вы! Никаких намеков.
Жаль, оказалось, это — Виктор Боков...

## Признание и награды
- Государственная премия РСФСР за произведения и работы для детей и юношества (1990) — за книгу стихов «Улыбка».
- Почётный гражданин Калужской области (2000).
- Стихи Валентина Берестова высечены на каменной книге в городе Арпино (Арпинум), родине Цицерона (Италия).

## Память о Валентине Берестове
- На стене школы № 14 города Калуги (в которой в течение трёх лет учился В. Д. Берестов) 28 апреля 2017 года установлена мемориальная табличка в память о писателе[6].
- В 2000 году в Калужской области утверждена литературная премия имени В. Д. Берестова для писателей и поэтов региона[7].
- В Гимназии «Свиблово» в Москве открыт музей «Берестов и его окружение».